# Bradysia delectabilis
Bradysia delectabilis är en tvåvingeart som beskrevs av Werner Mohrig och Menzel 1992. Bradysia delectabilis ingår i släktet Bradysia och familjen sorgmyggor. Inga underarter finns listade i Catalogue of Life.